# Lullaja
Lullaja (akad. Lullāja, w transliteracji z pisma klinowego zapisywane mlu-ul-la-a-a) – jeden z wczesnych królów Asyrii (XVII w. p.n.e.), znany jedynie ze wzmianek w Asyryjskiej liście królów i Synchronistycznej liście królów. Nie był związany z asyryjską rodziną królewską wywodzącą się od króla Adasiego. Zgodnie z Asyryjską listą królów Lullaja, „syn nikogo” (mār la ma-ma-na), objąć miał tron po królu Bazaji, a po 6 latach rządów na tronie Asyryjskim zastąpić miał go Szu-Ninua, syn Bazaji. Lullaja wymieniany jest również w Synchronistycznej liście królów, która podaje, że współczesnym mu królem babilońskim miał być A-adarakalama z I dynastii z Kraju Nadmorskiego. Jak dotychczas nie odnaleziono żadnych inskrypcji przypisywanych Lullaji.